# Gebirge (Marienberg)
Gebirge ist ein Gemeindeteil der sächsischen Stadt Marienberg im Erzgebirgskreis.

## Geografie
Die Streusiedlung Gebirge liegt etwa 2,5 Kilometer südöstlich von Marienberg im mittleren Erzgebirge, am Nordrand innerhalb des Naturparks Erzgebirge/Vogtland. Nachbarorte von Gebirge sind Dörfel und Marienberg im Nordosten, Hüttengrund im Norden, Pobershau im Osten und Gelobtland im Südwesten.

## Geschichte
Die erste belegte Ortsnamenform datiert von 1710 als uffn Gebürge. Eine Schule wurde 1810 erbaut. Bis 1856 unterstand der Ort dem Amt Wolkenstein, danach dem Gerichtsamt Marienberg und ab 1875 der  neugebildeten Amtshauptmannschaft Marienberg. Für 1875 sind 624 Einwohner ausgewiesen, von Beginn an ist die Siedlung nach Marienberg gepfarrt. 1882 wurde die Freiwillige Feuerwehr in Gebirge gegründet.
1872 begannen die Bauarbeiten für die durch den Ort führende Bahnstrecke Reitzenhain–Flöha, welche am 12. Juli 1875 bis Reitzenhain in Betrieb ging. Gebirge erhielt jedoch erst am 7. Dezember 1927 mit Eröffnung der gleichnamigen Station einen Eisenbahnanschluss. Am 1. Oktober 1978 wurde der Personenverkehr zwischen Marienberg und Reitzenhain endgültig eingestellt.
Nach 1947 wurden im Marienberger Bergrevier Erkundungen nach Uranerz durch die SDAG Wismut durchgeführt. Im Norden von Gebirge wurde der „Schacht 283“ aufgefahren, kam jedoch über den Charakter einer Erkundungsschachtanlage nicht hinaus. 1954 endete der Uran-Bergbau im Marienberger Revier mit einer Gesamtproduktion von ca. 121 Tonnen Uran.
1971 wurde die „Arthur-Becker-Schanzenanlage“ im Wagenbachtal nordöstlich des Ortes eingeweiht und bis 1990 vom „SV Dynamo Marienberg“ genutzt. 1993 wurden die Stahlkonstruktionen der Anlauftürme verschrottet. Nach anschließender Weiternutzung mit einer provisorischen Schanzenanlage wurde der Standort drei Jahre später aufgegeben.
Ein Großbrand zerstörte am 4. Januar 2005 die Betriebsgebäude der „Sportgeräte Langer GmbH“, welche seit 1995 im Ort produzierte. Der Betrieb wurde nicht wieder aufgebaut, das Unternehmen produziert seither in Hallbach.